# Atomspektroskopie
Atomspektroskopie (auch Atomspektrometrie) ist ein Sammelbegriff für spektroskopische Verfahren, die zur quantitativen und qualitativen Bestimmung von chemischen Elementen eingesetzt werden. Die Atomspektroskopie ist ein Teilbereich der Analytischen Chemie. Man unterscheidet:
- Atomabsorptionsspektrometrie (AAS)
- Atomemissionsspektrometrie (AES)
- Atomfluoreszenzspektroskopie (AFS)
- Funkenspektrometrie (OES von engl. optical emission spectrometry)
- Massenspektrometrie mit induktiv gekoppeltem Plasma (ICP-MS von engl. inductively coupled plasma mass spectrometry)
- Röntgenfluoreszenzspektrometrie (RFA; XRF/XRFS von engl. X-ray fluorescence spectroscopy)
- Kernspinresonanzspektroskopie (NMR von engl. nuclear magnetic resonance)

## Atomabsorptionsspektrometrie (AAS)

Schematischer Aufbau eines F-AAS-Spektrometers

Die Atomabsorptionsspektrometrie (AAS) ist eine bewährte und schnelle Methode zur quantitativen und qualitativen Analyse vieler Elemente (Metalle, Halbmetalle) in meist wässrigen Lösungen und Feststoffen. Sie basiert auf der Schwächung (Absorption) einer Strahlung durch Wechselwirkung mit freien Atomen. Da jedes chemische Element ein charakteristisches Linienspektrum besitzt, können über die Auswertung des Differenzspektrums zu einer Referenzmessung ohne Probe Aussagen über die in einer Probe enthaltenen Elemente getroffen werden. Die Atomabsorptionsspektrometrie wird hinsichtlich der Überführung einer Probe in die Gasphase in folgende Unterverfahren eingeteilt:
- F-AAS (kurz für engl. flame atomic absorption spectrometry, dt. ‚Flammen-Atomabsorptionsspektrometrie‘, auch Flammentechnik oder Flammenphotometrie genannt)
- GF-AAS oder etA-AAS (engl. graphite furnace atomic absorption spectrometry, dt. ‚Atomabsorptionsspektrometrie mit elektrothermischer Aufheizung‘, auch Graphitrohrtechnik genannt)
- CV-AAS (engl. cold vapour atomic absorption spectrometry, dt. ‚Atomabsorptionsspektrometrie mit Kaltdampftechnik‘, auch Hydridtechnik genannt)
- HR-CS AAS (engl. high-resolution continuum-source atomic absorption spectrometry, dt. ‚Atomabsorptionsspektrometrie mit Kontinuumstrahler und hochauflösendem Echelle-Doppelmonochromator‘)

## Atomemissionsspektrometrie (AES)

Aufbau eines F-AES entspricht dem eines F-AAS ohne Hohlkathodenlampe

Die Atomemissionsspektrometrie (AES), oft auch optische Emissionsspektrometrie (OES) wird wie die AAS zur quantitativen und qualitativen Analyse von festen, flüssigen und gasförmigen Proben eingesetzt.
Die Methode basiert auf der Grundlage, dass ein angeregtes Atom eine elementspezifische, elektromagnetische Strahlung aussendet und somit Informationen über die Probe liefert. Die Anregung der Atome erfolgt über eine externe Energiezufuhr, z. B. über eine Flamme, einen Bogen, einen Funken oder ein induktiv gekoppeltes Plasma (ICP), und der Überführung in den Plasmazustand. Daher ergeben sich folgende Unterverfahren:

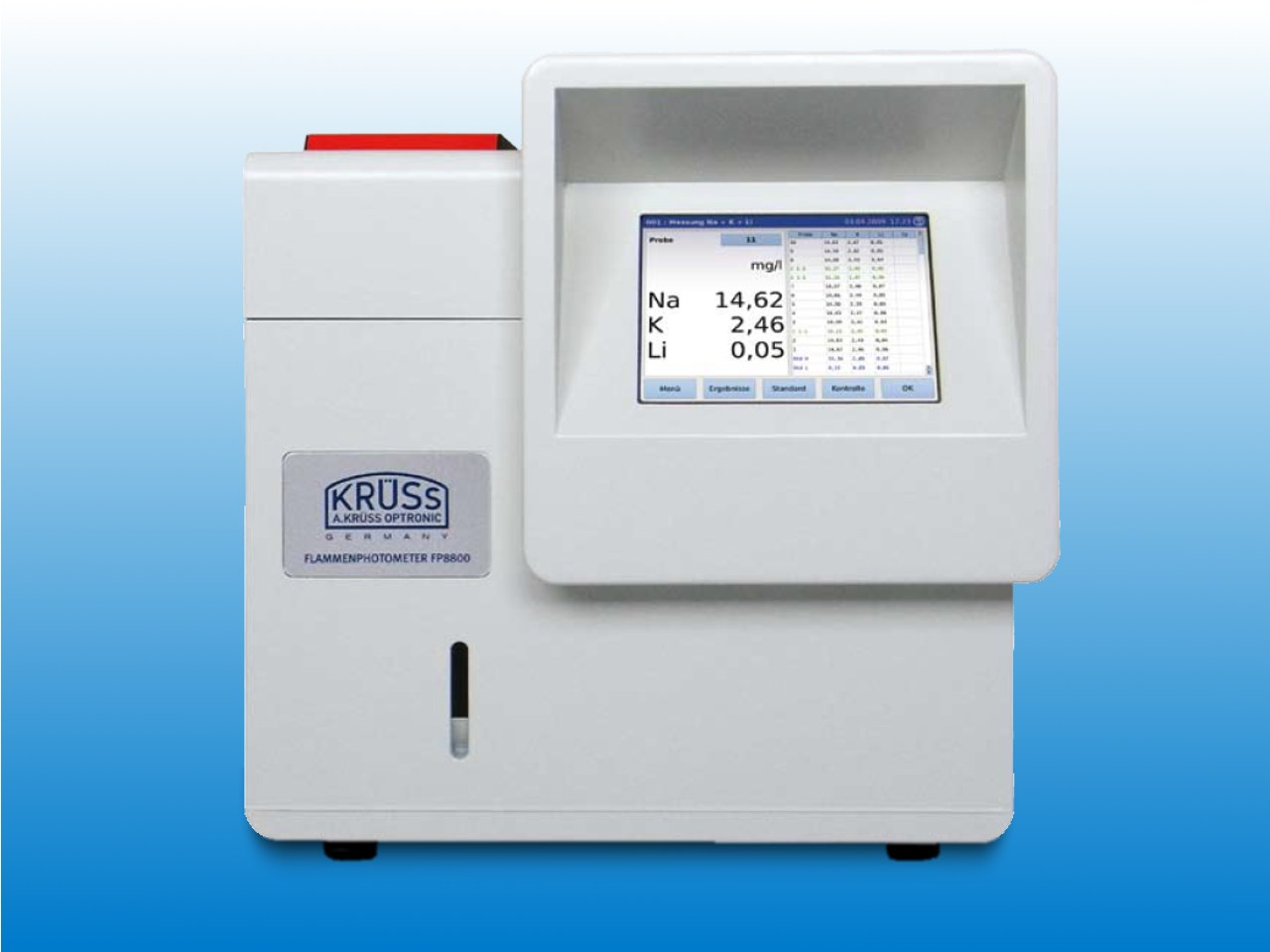
Ein Labor-Flammenphotometer

- Flammen-Atomemissionsspektrometrie (engl.: flame atomic emission spectrophotometry, F-AES)
- Optische Emissionsspektrometrie mit induktiv gekoppeltem Plasma (engl. inductively coupled plasma optical emission spectrometry, ICP-OES)
- Mikrowellen-Plasmafackel-AES (engl. microwave plasma torch atomic emission spectrometry MPT-AES)

## Atomfluoreszenzspektroskopie (AFS)
Sowohl Fluoreszenz als auch Phosphoreszenz sind Formen der Lumineszenz (kaltes Leuchten). Fluoreszenz ist jedoch dadurch gekennzeichnet, dass sie nach dem Ende der Bestrahlung rasch (meist innerhalb einer Millionstelsekunde) endet. Bei der Phosphoreszenz hingegen kommt es zu einem Nachleuchten, das von Sekundenbruchteilen bis hin zu Stunden dauern kann.
Atomfluoreszenz ist die optische Emission von in Gasphase gebrachten Atomen, die durch Absorption von elektromagnetischer Strahlung (z. B. Photonen) in einen höheren Energiezustand gebracht wurden. Der Hauptvorteil der Fluoreszenzspektroskopie gegenüber der AAS ist die größere Sensibilität, die durch das geringere Hintergrundrauschen ermöglicht wird. Die resonante Anregungsmethode bietet eine selektive Anregung des Analyten um Interferenzen zu vermeiden. Die AFS ermöglicht eine Untersuchung der elektronischen Struktur der Atome und quantitative Messungen. 
Eine Analyse von Lösungen oder Feststoffen setzt voraus, dass der Analyt aufgelöst, verdampft und atomisiert wird. Das erfolgt in einer Heat-Pipe oder in einem Flamm- oder Graphitofen; es sollte auf relativ niedrigen Temperaturen erfolgen. Die eigentliche Anregung der Atome erfolgt durch eine Hohlkathodenlampe (HKL) oder durch einen Laser. Die Detektion erfolgt ähnlich der Atomemissionsspektroskopie mittels Monochromatoren und Photomultiplier.

## Massenspektrometrie mit induktiv gekoppeltem Plasma (ICP-MS)
ICP-MS steht für inductively coupled plasma mass spectrometry, also der Massenspektrometrie mittels induktiv gekoppeltem Plasma.
Im Gegensatz zu den vorherigen Techniken wird in der ICP-MS kein durch Atome absorbiertes oder emittiertes Licht beobachtet, sondern es wird das Auftreffen von Ionen bzw. deren Massen auf einen Detektor gemessen.
Eine flüssige Probe wird über eine Pumpe angesaugt, in einem Zerstäuber zerstäubt und in einem Argonplasma in der sog. Fackel oder Torch zerschlagen und ionisiert. Die zumeist einfach geladenen Ionen werden im Hochvakuum mit Hilfe einer elektrischen Linsenoptik fokussiert, in einem Quadrupol nach ihrem Masse/Ladungs-Verhältnis aufgetrennt und treffen dann auf einen Detektor, der die Anzahl der Ionen pro Masse aufzeichnet und damit eine quantitative Analyse der Elemente ermöglicht.
Die ICP-MS kombiniert die Fähigkeit einer Multielementanalyse sowie den weiten linearen Arbeitsbereich aus der ICP-OES mit den sehr guten Nachweisgrenzen der Graphitrohr-AAS und übertrifft sie sogar. Außerdem ist sie eine der wenigen Analysetechniken, die die Quantifizierung von Isotopenkonzentrationen bei der Analyse der Elemente erlaubt.
Allerdings können wegen des Engpasses am Übergang vom Argon-Plasma zum Hochvakuum nur begrenzte Salzlasten eingebracht werden. Teure hochauflösende Geräte (Sektorfeldgeräte mit Auflösungen bis ca. 10.000) können Atom-/Molekülmassen im Nachkommastellen-Bereich unterscheiden; sie trennen somit molekulare Interferenzen von den eigentlich zu messenden Elementmassen. Ihre Empfindlichkeit ist gegenüber den Quadrupolgeräten nochmals um bis zum Faktor 1000 gesteigert. Sie eignen sich wegen ihres geringen Substanzbedarfs daher auch hervorragend zur Analyse radioaktiver Proben.

## Kernresonanzspektroskopie
Die Methode beruht auf der magnetischen Kernresonanz, einer resonanten Wechselwirkung zwischen dem magnetischen Moment von Atomkernen der Probe, die sich in einem starken statischen Magnetfeld befindet, mit einem hochfrequenten magnetischen Wechselfeld. Es sind nur solche Isotope der Spektroskopie zugänglich, die im Grundzustand einen von Null verschiedenen Kernspin und damit ein magnetisches Moment besitzen.